# Ma'alot-Tarshiha
Ma'alot-Tarshiha (en hebreo: מַעֲלוֹת - תַּרְשִׁיחָא, en árabe معالوت ترشيحا) es una ciudad del Distrito Norte de Israel, a 20 km al este de Nahariya. La ciudad fue creada de la fusión de la ciudad árabe-israelí de Tarshiha y la ciudad judeo-israelí de Ma'alot. Según la Oficina Central de Estadísticas de Israel (CBS), en septiembre de 2003 la ciudad tenía una población total de 20.900 habitantes. 
El 15 de mayo de 1974, los habitantes de la ciudad fueron víctimas de un ataque contra una escuela primaria, realizado por terroristas palestinos que dio lugar a la masacre de Ma'alot, asesinando a 22 niños en una escuela.
- Datos: Q152385
- Multimedia: Ma'alot-Tarshiha / Q152385